# Amblydromalus propitius
Amblydromalus propitius är en spindeldjursart som först beskrevs av Chant och Baker 1965.  Amblydromalus propitius ingår i släktet Amblydromalus och familjen Phytoseiidae. Inga underarter finns listade i Catalogue of Life.